# Philippe Collin (sport)
Pour les articles homonymes, voir Philippe Collin et Collin.
Philippe Collin, né le 13 juillet 1946, est le secrétaire général du Royal Sporting Club Anderlecht (RSCA) ainsi que le président de la Commission technique de l'Union Belge de Football (URBSFA).

## Enfance
Dès ses 16 ans l'oncle de Philippe Collin,Constant Vanden Stock, président du RSC Anderlecht de 1971 à 1997, le prend sous son aile. Il est traité comme l'égal du propre fils de Constant, Roger, et lui-même considère Constant comme son second père.

## Parcours professionnel
Philippe Collin fut impliqué dans la direction familiale de la brasserie Belle-Vue aujourd'hui reprise dans le groupe brassicole AB InBev.

## Parcours sportif
Très bon joueur de hockey, il participe aux Jeux olympiques de Munich en 1972.
Philippe Collin s'occupe tout d'abord des équipes de jeunes avant de devenir président de l'école des jeunes du Club. C'est dans cette fonction que, petit à petit, il va acquérir ses lettres de noblesse et ainsi devenir secrétaire général du RSCA en 1997.
Enfin, en octobre 2011, il inaugurait le tout nouveau centre d'entraînement du Sporting à Neerpede, inspiré des centres de formations des plus grands clubs d'Europe. Coût : près de 15 millions d'euros.
Il est actuellement premier vice-président du comité exécutif de l'URBSFA.